# Сєверна (Каргапольський район)
Сє́верна (рос. Северная) — присілок у складі Каргапольського району Курганської області, Росія. Входить до складу Чашинської сільської ради.
Населення — 219 осіб (2010, 267 у 2002).
Національний склад населення станом на 2002 рік: росіяни — 93 %.
Стара назва — Довга.